# Albiert Durajew
Albiert Wachajewicz Durajew (ros. Альберт Вахаевич Дураев, ur. 5 stycznia 1989 w Groznym) – rosyjski zawodnik mieszanych sztuk walki narodowości czeczeńskiej. Były mistrz federacji ACB w wadze półśredniej z 2015 oraz średniej z 2017. Były zawodnik UFC.

## Życiorys
Ma dwie starsze siostry i młodszego brata, dla którego jest mentorem. Zaczął trenować boks w wieku 8 lat. Od 2011 roku zawodowo walczy w MMA.

## Kariera MMA

### Wczesna kariera
W zawodowym MMA zadebiutował 28 września 2011 roku na regionalnej gali RMAU - Musail Alaudinov Selection. Pierwsze zawodowe pojedynki toczył na terenie swojego kraju na przemian w kategorii półśredniej oraz średniej. Również w 2011 roku zadebiutował w jednej z czołowych rosyjskich organizacji, M-1 Global, z którą był związany do 2014 roku.

### ACB/ACA
31 stycznia 2015 zadebiutował dla federacji ACB (aktualnie ACA), pokonał tam Polaka, Damiana Biłasa już w pierwszej rundzie, poprzez duszenie północ-południe.
Rosjanin jako jeden z 14 uczestników wziął udział w turnieju ACB Welterweight Grand Prix 2015 bracket, ów turniej miał wyłonić mistrza w wadze półśredniej. Pierwszym rywalem na drodze „Maczety” był Patrik Kincl, którego Rosjanin poddał w trzeciej rundzie duszeniem trójkątnym nogami.
Drugi pojedynek turniejowy stoczył cztery gale później (ACB 20: Berkut Cup 2015 - Stage 5), pokonał tam jednogłośnie na punkty swojego rodaka Siergieja Chandożko.
Kolejny i zarazem ostateczny finałowy bój stoczył podczas gali ACB 22: Berkut Cup 2015 - Stage 6. Rywalem Durajewa został Ustarmiagomied Gadżhidaudow, którego „Maczeta” skończył w piątej rundzie oraz zwyciężył cały turniej, zgarniając przy tym mistrzowski pas ACB w wadze półśredniej.
Durajew w pierwszej obronie pasa mistrzowskiego zwyciężył nad Michaiłem Tsarewem, pokonując rywala przez KO w pierwszej rundzie (ACB 35 - 05.06.2016).
19 sierpnia 2017 stoczył pojedynek w wadze średniej z Amerykaninem, Cliffordem Starksem. Rosjanin w drugiej rundzie poddał duszeniem zza pleców przeciwnika.
Po wygranym pojedynku w wadze średniej Durajew dostał szansę walki o drugi pas mistrzowski w tejże wadze. 23 grudnia 2017 stoczył wspomniany pojedynek o mistrzostwo z sześciokrotnym mistrzem świata i dwukrotny mistrzem Europy w sambo bojowym – Wiaczesławem Wasilewskim. Walkę już w pierwszej rundzie zwyciężył „Maczeta” rozbijając swojego rywala w parterze.
8 września 2018 na gali ACB 89 w Krasnodarze, obronił swój mistrzowski tytuł w wadze średniej przeciwko Piotrowi Stusowi.

### KSW
W 2020 podpisał kontakt z polską federacją Konfrontacją Sztuk Walki i miał skrzyżować rękawice z rosyjsko-niemieckim zawodnikiem Abusupijanem Magomiedowem, 21 marca podczas gali KSW 53: Fight Code, jednak z powodu panedmii koronawirusa ta gala została przeniesiona na inny termin, w którym Durajew jednak nie zadebiutował. Rosjanin za pośrednictwem swoich mediów społecznościowych poinformował kibiców o wypowiedzeniu kontraktu z KSW, mimo że kontrakt został podpisany na trzy pojedynki. Durajew w napisanym poście informuje o tym, iż już dwukrotnie miał zaplanowane walki dla polskiego giganta, obydwa jednakowoż nie doszły do skutku przez problemy z przekroczeniem granicy, ze względu na pandemię.

### Dana White's Contender Series oraz UFC
14 września 2021 na gali Dana White's Contender Series 2021: Week 5 w Las Vegas, zdobył kontrakt z największą federacją MMA na świecie – Ultimate Fighting Championship, pokonując przez poddanie w pierwszej rundzie Brazylijczyka – Caio Bittencourta.
30 października 2021 na gali UFC 267 odbywającej się w Abu Zabi skrzyżował rękawice z Romanem Kopyłowem, którego pokonał jednogłośnie na przestrzeni trzech rund. Początkowo rywalem Durajewa miał zostać Włoch – Alessio Di Chirico.
9 kwietnia 2022 podczas UFC 273 miał zawalczyć z Amerykaninem, Anthonym Hernandezem, jednak ostatecznie do walki nie doszło.
18 czerwca 2022 na gali UFC Fight Night: Kattar vs. Emmett zmierzył się z innym Amerykaninem, autorem jednego z najlepszych nokautów w historii amerykańskiej organizacji, Joaquinem Buckleyem. Walka zakończyła się w trzeciej rundzie przez TKO, ze względu na niedopuszczenie Durajewa do kontynuowania walki przez zamknięte oko.
17 grudnia 2022 podczas UFC Fight Night 217 miał spotkać się w walce z Brazylijczykiem, Bruno Silvą, jednak ten doznał kontuzji, która wykluczyła go z rywalizacji z Durajewem. 20 września 2022 UFC ogłosiło nowego rywala dla Maczety, Michała Oleksiejczuka. Ostatecznie Durajew także musiał wycofać się z tego terminu z nieznanego powodu.
25 marca 2023 na gali UFC Fight Night: Vera vs. Sandhagen pokonał po trzyrundowej batalii niejednogłośnie na punkty doświadczonego Chidia Njokuaniego. Dwóch sędziów punktowych wypunktowało zwycięstwo na konto Durajewa, zaś jeden dla Amerykanina (2 x 29-28, 28-29).
15 lipca 2023 podczas gali UFC Fight Night: Holm vs. Bueno Silva zawalczył z reprezentantem Korei Południowej, Junem Yongiem Parkiem. Przegrał przez poddanie duszeniem zza pleców pod koniec drugiej rundy.
Oczekiwano, że kolejną walkę stoczy 10 lutego 2024 podczas gali UFC Fight Night: Hermansson vs. Pyfe z debiutującym w organizacji byłym mistrzem PLMMA oraz FEN w wadze półśredniej, Robertem Bryczkiem. Durajew wypadł z tego starcia z nieznanych powodów.
6 stycznia 2024 ogłoszono, że został zwolniony z UFC. Informację tę na platformie X przekazał profil UFC Roster Watch.

## Osiągnięcia

### Mieszane sztuki walki
- 12 września 2015: Zwycięzca turnieju ACB Welterweight Grand Prix 2015 bracket w wadze półśredniej.
- 12 września 2015–2016: Mistrz ACB w wadze półśredniej.
- 23 grudnia 2017 – 2 września 2019: Mistrz ACB w wadze średniej.

### Grappling
- Srebrny medalista World Grappling Games[6].

## Lista zawodowych walk w MMA
| Wynik     | Bilans | Przeciwnik (bilans przed walką)   | Rozstrzygnięcie                                | Runda | Czas | Rozgrywki                                  | Data       | Miejsce     | Uwagi |
| --------- | ------ | --------------------------------- | ---------------------------------------------- | ----- | ---- | ------------------------------------------ | ---------- | ----------- | --- |
| Przegrana | 16-5   | Jun Yong Park (16-5)              | Poddanie (duszenie zza pleców)                 | 2     | 4:45 | UFC Fight Night: Holm vs. Bueno Silva      | 15.07.2023 | Las Vegas   | |
| Wygrana   | 16-4   | Chidi Njokuani (22-8)             | Decyzja (niejednogłośna)                       | 3     | 5:00 | UFC Fight Night: Vera vs. Sandhagen        | 25.03.2023 | San Antonio | |
| Przegrana | 15-4   | Joaquin Buckley (14-4)            | TKO (przerwanie przez lekarza - zamknięte oko) | 3     | 0:10 | UFC Fight Night: Kattar vs. Emmett         | 18.06.2022 | Austin      | |
| Wygrana   | 15-3   | Roman Kopyłow (8-1)               | Decyzja (jednogłośna)                          | 3     | 5:00 | UFC 267                                    | 30.10.2021 | Abu Zabi    | Debiut w UFC. |
| Wygrana   | 14-3   | Caio Bittencourt (14-6)           | Poddanie (dźwignia na kark)                    | 1     | 3:29 | Dana White's Contender Series 2021: Week 5 | 28.09.2021 | Las Vegas   | |
| Wygrana   | 13-3   | Piotr Strus (13-3-2)              | Decyzja (jednogłośna)                          | 5     | 5:00 | ACB 89: Abdul-Aziz vs. Bagov               | 08.09.2018 | Krasnodar   | Obronił mistrzowski pas ACB w wadze średniej.                                                                                  |
| Wygrana   | 12-3   | Wiaczesław Wasilewski (32-5)      | TKO (ciosy pięściami w parterze)               | 1     | 3:47 | ACB 77: Abdulvakhabov vs. Vartanyan        | 23.12.2017 | Moskwa      | Zdobył mistrzowski pas ACB w wadze średniej.                                                                                   |
| Wygrana   | 11-3   | Clifford Starks (13-3)            | Poddanie (duszenie zza pleców)                 | 2     | 2:34 | ACB 67: Cooper vs. Berkhamov               | 19.08.2017 | Grozny      | Powrót do wagi średniej. |
| Wygrana   | 10-3   | Michaił Tsarew (30-5)             | KO (cios prawy podbródkowy)                    | 1     | 2:14 | ACB 35: In Memory of Guram Gugenishvili    | 05.06.2016 | Tbilisi     | Obronił mistrzowski pas ACB w wadze półśredniej. Bonus za nokaut wieczoru.                                                     |
| Wygrana   | 9-3    | Ustarmiagomied Gadżhidaudow (7-1) | Poddanie (duszenie zza pleców)                 | 5     | 3:40 | ACB 22: Berkut Cup 2015 - Stage 6          | 09.12.2015 | Petersburg  | Zwyciężył finał ACB Welterweight Grand Prix 2015 bracket wagi półśredniej oraz zdobył mistrzowski pas ACB w wadze półśredniej. |
| Wygrana   | 8-3    | Siergiej Chandożko (21-1-1)       | Decyzja (jednogłośna)                          | 3     | 5:00 | ACB 20: Berkut Cup 2015 - Stage 5          | 14.06.2015 | Soczi       | Półfinał turnieju ACB Welterweight Grand Prix 2015 bracket wagi półśredniej.                                                   |
| Wygrana   | 7-2    | Patrik Kincl (13-7)               | Poddanie (duszenie trójkątne nogami)           | 2     | 4:50 | ACB 16: Berkut Cup 2015 - Stage 3          | 04.17.2015 | Moskwa      | Ćwierćfinał turnieju ACB Welterweight Grand Prix 2015 bracket wagi półśredniej.                                                |
| Wygrana   | 6-3    | Damian Biłas (5-0)                | Poddanie (duszenie północ-południe)            | 1     | 2:37 | ACB 13: Poland vs. Russia                  | 31.01.2015 | Płock       | Powrót do wagi półśredniej. |
| Przegrana | 5-3    | Anatolij Tokow (14-2)             | KO (ciosy pięściami)                           | 1     | 3:21 | M-1 Global - M-1 Challenge 46              | 14.03.2014 | Petersburg  | |
| Wygrana   | 5-2    | Melvin van Suijdam (4-2)          | Poddanie (duszenie zza pleców)                 | 1     | 0:00 | M-1 Global - M-1 Challenge 40              | 06.08.2013 | Inguszetia  | |
| Wygrana   | 4-2    | Julio Cesar Alves (10-5)          | TKO (ciosy pięściami)                          | 2     | 3:51 | M-1 Challenge 37 - Khamanaev vs. Puhakka   | 02.27.2013 | Orenburg    | |
| Przegrana | 3-2    | Ramazan Emiejew (8-2)             | KO (ciosy pięściami)                           | 1     | 1:36 | M-1 Global - Fedor vs. Rizzo               | 21.06.2012 | Petersburg  | Powrót do wagi średniej. |
| Przegrana | 3-1    | Jewgienij Fomenko (8-6)           | KO (kolano)                                    | 2     | 0:00 | UC - Unity Championships 2                 | 01.01.2012 | Wołgograd   | Powrót do waga półśredniej. |
| Wygrana   | 3-0    | Xavier Foupa-Pokam (21-16)        | Poddanie (duszenie trójkątne)                  | 2     | 2:37 | M-1 Global - Fedor vs. Monson              | 20.11.2011 | Moskwa      | Powrót do wagi średniej. |
| Wygrana   | 2-0    | Ali Achmedow (0-1)                | Poddanie (dźwignia na staw łokciowy)           | 1     | 0:00 | UC - Unity Championships                   | 28.10.2011 | Wołgograd   | Debiut w wadze półśredniej. |
| Wygrana   | 1-0    | Magomiedsalam Kajnurow (0-4)      | Poddanie (dźwignia na staw łokciowy)           | 1     | 4:49 | RMAU - Musail Alaudinov Selection          | 28.09.2011 | Kaspijsk    | Debiut w wadze średniej. |